# Cofradía de Nuestra Señora de la Piedad y del Santo Sepulcro
La Cofradía de Nuestra Señora de la Piedad y del Santo Sepulcro fundada en 1937 como cofradía penitencial, es una de las 25 participantes en la Semana Santa en Zaragoza.

## Historia

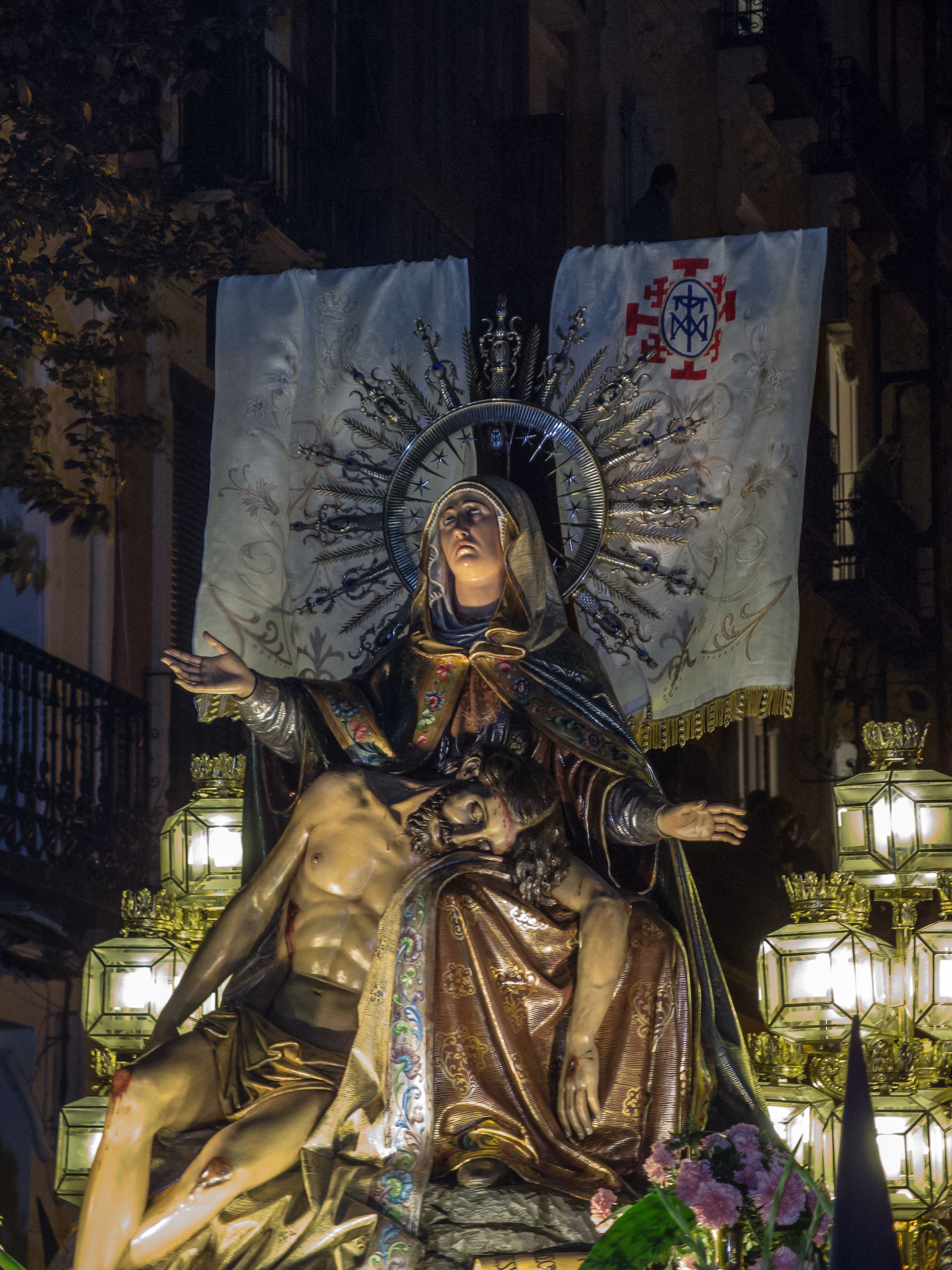

El origen se remonta al año 1935 cuando unos voluntarios sacaron el paso de la Piedad, tras la huelga de terceroles y la explosión de una bomba durante la procesión General del Santo Entierro aunque la cofradía se fundó en 1937 siendo la primera Cofradía Penitencial de Zaragoza ya que sólo existía la representativa y propia de la procesión del Viernes Santo (Santo Entierro).
En el inicio de la Segunda República Española se dio lugar a una censura de todas las manifestaciones de carácter religioso por lo que se intensificarían las reuniones entre grupos de jóvenes católicos para quedar de acuerdo en un recorrido y organización de una Procesión de Viernes Santo segura.
Así surgiría la idea de fundar una cofradía propia afiliada a la del Santo Entierro dando origen a su fundación.
Esto permitiría la creación de nuevas cofradías siguiendo el espíritu penitencial y litúrgico de la propia dicha.
Al año siguiente de su fundación sería la primera en salir en solitario por las calles de la capital en una noche llena de fervor y emoción, Viernes Santo a las 00:00 saliendo de la Iglesia de Santa Isabel de Portugal y finalizando en San Nicolás.
Este recorrido ha estado vigente hasta hoy en día dando lugar a su 87 aniversario de penitencia, emoción, pasión y fervor.
Tipos de miembros:
- Hermanos de número
- Hermanos honorarios
- Hermanos espirituales
- Hermanos aspirantes

## Vestimenta

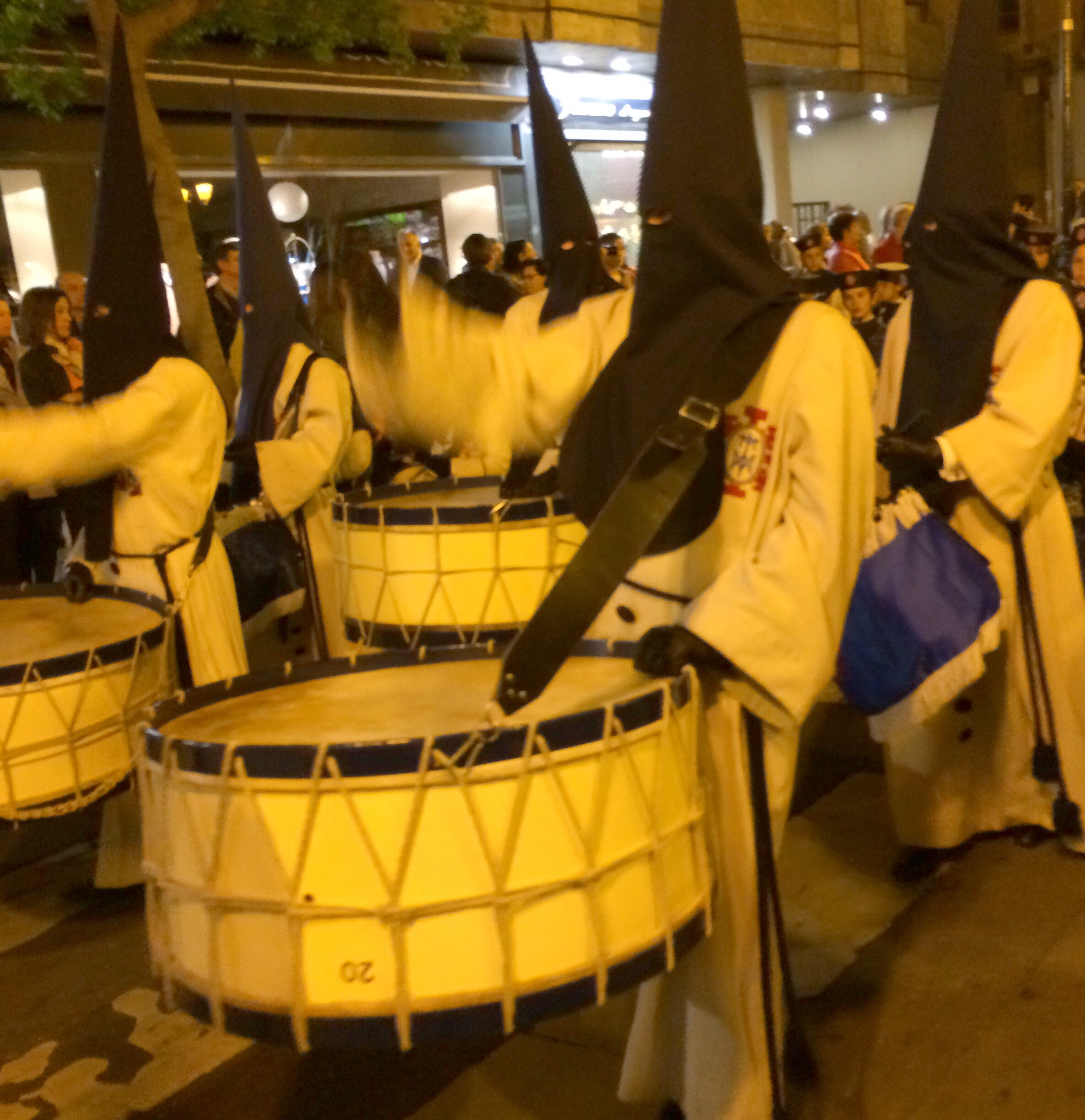
Bombos de La Piedad (Zaragoza)

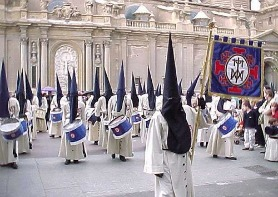

Él fue diseñado por el arquitecto Regino Borobio Ojeda y está formado por un capirote de color azul marino y un hábito recio de lana de color crudo con el anagrama de la Cofradía en su parte superior izquierda.
Acompañado a su vez debajo del hábito de camisa y pantalón y zapatos negros.
En la sección de instrumentos cada uno consta del suyo característico, formando la sección entre tambores, timbales, bombos y cornetas.
Los miembros de la Sección montada (organizada en 1951), visten camisa blanca, corbata negra, pantalones oscuros de montar, botas negras de montar, tercerol azul y capa de lana blanca.

## Anagrama
Cruz del Calvario con el anagrama de la Virgen en color azul, sobre fondo blanco y orlado de azul y oro, colocado sobre la Cruz de Jerusalén, de color rojo.

## Sedes
Sede Canónica: Iglesia de Santa Isabel de Portugal, plaza del Justicia, s/n 50003-Zaragoza.
Sede Social: Apartado 1632 50080-Zaragoza